# Aglaia Szyszkowitz
Aglaia Szyszkowitz (n. 11 ianuarie 1968, Graz) este o actriță austriacă.

## Biografie
Aglaia este fiica unui chirurg, ea a promovat gimnaziul și a început studiul medicinii în Graz. Din cauza unei hepatite grave este nevoită să întrerupă studiul medicinii și se orientează spre actorie. Între anii 1987 - 1990 studiază dramaturgia în Viena. Apoi în cepe să joace în diferite piese de teatru ca Faust II, Was Ihr wollt, Was Ihr wollt, și Rocky Horror Picture Show. La televiziune debutează în 1995 cu un rol secundar în serialul Jede Menge Leben. Primul ei rol principal îl primește în 1997 în filmul Buddies - Leben auf der Überholspur. Aglaia Szyszkowitz devine cunoscută prin comedia "2 Männer, 2 Frauen - 4 Probleme!?" (2 bărbați, 2 femei, 4 probleme ?) în regia lui Vivian Naefe. Din anul 2000 joacă de mai multe ori rolul unei comisare de poliție într-un serial transmis pe postul ZDF. În 2001 este premiată cu premiul cinematografic din Bavaria.
Din viața ei privată, Aglaia Szyszkowitz este căsătorită și are doi fii, familia locuiește într-o suburbie a orașului München.

## Filmografie
- 1995: Jede Menge Leben (serial TV)
- 1996: Polizeiruf 110 – Die Gazelle
- 1996: Adelheid und ihre Mörder – Die letzte Tasse (serial TV)
- 1996: Rosamunde Pilcher – Das Haus an der Küste (TV)
- 1997: Single sucht Nachwuchs (TV)
- 1997: Callboy (TV)
- 1997: Busenfreunde 2 – Alles wird gut! (TV)
- 1997: 2 Männer, 2 Frauen – 4 Probleme!?
- 1997: Alles wird gut
- 1997: Buddies – Leben auf der Überholspur (TV)
- 1998: Comeback für Freddy Baker 1999 (TV)
- 1998: Der Tod in deinen Augen (TV)
- 1999: Bodyguard – Dein Leben in meiner Hand (TV)
- 1999: Der Elefant in meinem Bett (TV)
- 1999: Hart im Nehmen (TV)
- 2000: Liebesengel (TV)
- 2000: Polizeiruf 110 – Gelobtes Land
- 2000: Judas (TV)
- din 2000: Einsatz in Hamburg  (la început Jenny Berlin)
- 2001: Wenn zwei sich trauen (TV)
- 2001: Tigermännchen sucht Tigerweibchen (TV)
- 2001: Nichts wie weg (TV)
- 2001: Das Sams
- 2001: Liebe meines Lebens (TV)
- 2002: Verrückt nach Paris
- 2002: Tatort – Rosenholz
- 2002: Die Liebe kommt als Untermieter (TV)
- 2002: Tauerngold (cu Sebastian Koch) (TV)
- 2002: Suche Mann für meine Frau (TV)
- 2003: Trenck – Zwei Herzen gegen die Krone (TV)
- 2003: Zuckeroma (TV)
- 2003: Weihnachtsmann über Bord! (TV)
- 2004: Der Todestunnel – Nur die Wahrheit zählt (TV)
- 2004: Der Ermittler – Der Traum vom Glück (serial TV)
- 2005: In Sachen Kaminski (TV)
- 2005: Ausgerechnet Weihnachten (TV)
- 2005: Heute heiratet mein Mann (TV)
- 2005: Neuschwanstein Conspiracy (Kurzfilm)
- 2006: Feine Dame (TV)
- 2006: Tatort – Liebe macht blind
- 2006: Klimt (cu John Malkovich)
- 2007: Liebe auf Kredit (TV)
- 2007: Tango zu dritt (TV)
- 2007: Weißblaue Geschichten: Ein Mann für alle Notfälle
- 2007: Heute heiratet mein Mann (TV)
- 2008: Der große Tom (TV)
- 2008: Die Liebe ein Traum (TV)
- 2008: Der Bulle von Tölz: Bulle und Bär
- 2009: Stürme in Afrika (TV)
- 2009: Liebe ist Verhandlungssache (TV-Komödie)
- 2009: Ein Fall für zwei (serial TV)
- 2009: Fünf Tage Vollmond (TV)
- 2009: Geliebter Johann Geliebte Anna (TV)
- 2010: Pfarrer Braun: Grimms Mördchen (serial TV)
- 2011: Almanya – Willkommen in Deutschland